# Kouzma Tchorny
Kouzma Tchorny (en biélorusse : Кузьма Чорны), de son vrai nom Mikalaï Karlavitch Ramanowski (en biélorusse : Мікалай Карлавіч Раманоўскі), est un écrivain biélorusse né dans une famille de paysans le 24 juin 1900 dans la maison familiale de Borki (pavet de Sloutsk, aujourd'hui raïon de Kapylski de la voblast de Minsk).

## Études
Il a fait ses études au séminaire pédagogique de Niasvij (1916-1919). Entre 1920 il a travaillé en tant qu’enseignant à Sloutsk. En 1923 il est entré à la faculté de littérature et de linguistique (département de pédagogie) à l'université d'État de Biélorussie.
Entre 1924 et 1928 il a travaillé au journal Le Village biélorusse. Membre du rassemblement littéraire Maladniak dès 1923, il est également le dirigeant d'Ouzvychtch (1926-1931). Pendant la Seconde Guerre mondiale, il a vécu à Moscou, travaillé au journal-affiche Écrasons la vermine fasciste (1941-1944), au journal Biélarous. Puis il est rentré à Minsk.
Il a reçu la légion de l'Étoile rouge et la médaille du résistant. Il est décédé le 22 novembre 1944.

## Œuvre
Ses œuvres commencent à être publiées dès 1921.
- Recueil des récits Récits (1925), Срэбра жыцця (1925, Le Bronze de la vie), Па дарозе (1926, Le Long du chemin), Пачуцці (1926, Sentiments), Хвоі гавораць (1926), Вераснёвыя ночы (1929), Нянавісць (1930, La Haine), Буры (1930, Les Tempêtes), Два апавяданні (1932, Deux Récits), Брыгадзіравы апавяданні (1932), Выбраныя апавяданні (1932, Les Récits choisis), Як дзядзька Тамаш напалохаў ваўкоў (1941, récits pour les enfants La Façon de laquelle l'oncle Tamach a fait peur aux loups), Вялікае сэрца (1945, Le Grand Cœur)
- Petits romans (nouvelettes) Лявон Бушмар (1930, Liavon Bouchmar), Вясна (1931, Printemps), Люба Лубянская (1937, Liouba Loubianskaïa), Насцечка
- Récits et des nouvelettes Вераснёвыя ночы (1984) et Матчына благаславенне (1984, La Bénédiction maternelle)
- Romans Зямля (1928, La Terre), Бацькаўшчына (1932, La Patrie), Трэцяе пакаленне (La Troisième Génération)
- Œuvres Кат у белай манішцы (1942), Герой Савецкага Саюза Ціхан Піменавіч Бумажкоў (1943).

Les œuvres humoristiques sont réunies dans Вяселле ў Скіп'ёўскім Пераброддзі (1971). Les recueils des œuvres choisies ont été publiés en 1934 et en 1947. L'ensemble des œuvres a été publié en 6 volumes en 1954-1955 et 1988-1991, puis en 8 volumes en 1972-1975. Les recueils contiennent les romans Сястра (La Sœur), Ідзі, ідзі (Va-t-en, va-t-en), Трыццаць год (Trente ans), Пошукі будучыні (La Recherche de l'avenir), Скіп'ёўскі лес, ainsi que les autres œuvres qui n'ont pas été publiées séparément (les manuscrits des romans Судны дзень et Вялікае выгнанне n'ont pas survécu aux incendies de Minsk pendant la guerre).